# Хан (город)
Хан (нем. Haan) — средний окружной город в Германии, расположенный в районе Меттман федеральной земли Северный Рейн-Вестфалия. Население расположенного между Дюссельдорфом и Вупперталем города насчитывает 30 558 человек (31 декабря 2023 года).
Город подразделяется на 2 городские части: собственно Хан и Грютен.

## География
Хан расположен примерно на полпути между Дюссельдорфом (18 км) и Вупперталем (13 км) в культурно-историческом регионе Бергишес-Ланд, на склоне к низменности Нижнего Рейна. Экономическое влияние на Хан оказывает Рейнский регион. В архитектурном и культурном отношении Хан является представительной частью земли Бергишес-Ланд, о чём свидетельствуют, среди прочего, многочисленные фахверковые дома. Хан с населением около 30 000 человек является третьим по величине из десяти городов района Меттман. Самая высокая точка города — 213 м над уровнем моря, самая низкая точка — 72 м над уровнем моря, средняя высота — 150 м.
Через Хан протекает река Дюссель в северной части и Иттер в южной части. Иттер в значительной степени образует границу города с Золингеном. Хан граничит со следующими районами и независимыми городами (начиная с севера и продолжая по часовой стрелке): Меттман, Вупперталь, Золинген, Хильден и Эркрат.
Город окружен обширным зеленым поясом, начинающимся от лесного массива Остерхольц на северо-востоке, через долину Иттера на юге, Кессельсвайер и Хильденскую пустошь на западе, вплоть до долины Дюсселя и предгорий Неандерталя на северо-западе. В пределах территории поселения находится долина ручья Хаанер Бах, который простирается от востока Хана почти до центра города, а также территория долины ручья Зандбах на западе города. В центре города также большое внимание уделяется ухоженным зеленым насаждениям, благодаря чему там можно увидеть красочные цветущие растения, особенно летом.

## История
Археологические исследования показали, что уже около 2200 г. до н.э в сегодняшнем центре города существовало индоевропейское неолитическое поселение в форме так называемого «Хагена», то есть расположенного на холме почти круглой формы со стеной, частоколом и полосами живой изгороди. Топоним Хан восходит к этому европейскому «Хагену», произносимому на диалекте как «Хан».
С 718 года нашей эры Хан находился недалеко от саксонско-франкской границы, которая проходила между Зоннборном и Эльберфельдом (теперь оба теперь являются частью Вупперталя). Поскольку сегодняшняя улица Хана Кайзерштрассе была маршрутом передвижения франкских войск, направлявшихся на восток, в Хане была создана система снабжения солдат.
Еще до начала Высокого Средневековья Хан вместе с Хильденом принадлежал Кёльнской архиепархии и даже после образования графства, а затем и герцогства Берг, первоначально был одним из религиозных анклавов в пределах этого региона. Еще в 850 году на старой церковной площади была построена дороманская часовня (или церковь), освящённая архиепископом Кёльна Вихфридом в 935 году. В то время эта новоосвящённая церковь подчинялась главной церкви Хильдена.
В 1386 году в документах впервые упоминается дорога из Хильдена через Хан в Эльберфельд, ныне федеральное шоссе 228. Первые свидетельства существования шлифовального и ткацкого ремёсел, которые были широко распространены в Хане вплоть до XX века, датируются 1589 и 1724 годами соответственно.
Во второй половине XVI века церковь в Хане стала протестантско-реформаторской.

## Достопримечательности

### На городской территории
Многочисленные дома в местном стиле Бергиш, покрытые тёмным глинистым сланцем, характерны для городского пейзажа Хана. Есть также многочисленные здания в других исторических архитектурных стилях, особенно вильгельмовской эпохи.
- Ратуша в стиле историзма была построена на Кайзерштрассе в 1902–1903 годах по проекту местного строительного мастера Вильгельма Стрикера[6]. Украшенный фронтон над большими окнами из кусочков стекла, обрамленных и удерживаемых узкими свинцовыми профилями (местное название — свинцовое стекло) в зале заседаний совета и башня справа от здания являются образцовыми.
- Здания, возведенные в первом десятилетии XX века на старой рыночной площади (Alten Markt) являются отражением архитектурного вильгельмовского стиля.
- Протестантская церковь на Кайзер-штрассе была освящена в 1864 году. Кирпичное здание заменило романское здание на старой церковной площади (Alten Kirchplatz), которое было снесено годом ранее и служило местом общей молитвы примерно с 850 года. В церкви можно увидеть дверной камень старой церкви, один из старейших церковных камней в Германии.
- Другой известный пример строительства с применением сланца, также известный как Бергское барокко[7], - это Бехерхус на Кайзерштрассе, построенный в 1728 году, который всегда служил рестораном. Пожар 1998 года уничтожил чердак, который также использовался под ресторан, но его удалось восстановить.
- Отдельно, за ручьём Хаанер Бах, стоит группа дворов на улице Ам Нахбарсберг (Am Nachbarsberg), в которую входят десять бывших домов ткачей и шлифовальных машин. Посёлок, состоящий из сланцевых и фахверковых домов, полностью внесен в список памятников архитектуры и дает хорошее впечатление о старом Хане.
- Исторические виллы рубежа XIX-XX веков можно найти на улицах Шиллер-штрассе, Кёниг-штрассе, Банхоф-штрассе, Кайзер-штрассе и Дюссельдорфер-штрассе. Они свидетельствуют о процветании промышленников и представителей высшего сословия того времени и до сих пор являются типичными для облика городов Бергишес-Ланд, которые переживали экономический бум в то время.
- Манертмюле (Mahnertmühle), бывшая мельница XIV века, расположена на границе с городом Эркрат. Она была внесена в список памятников архитектуры в 1982 году и в настоящее время работает как ресторан.

Достопримечательности на городской территории Хана
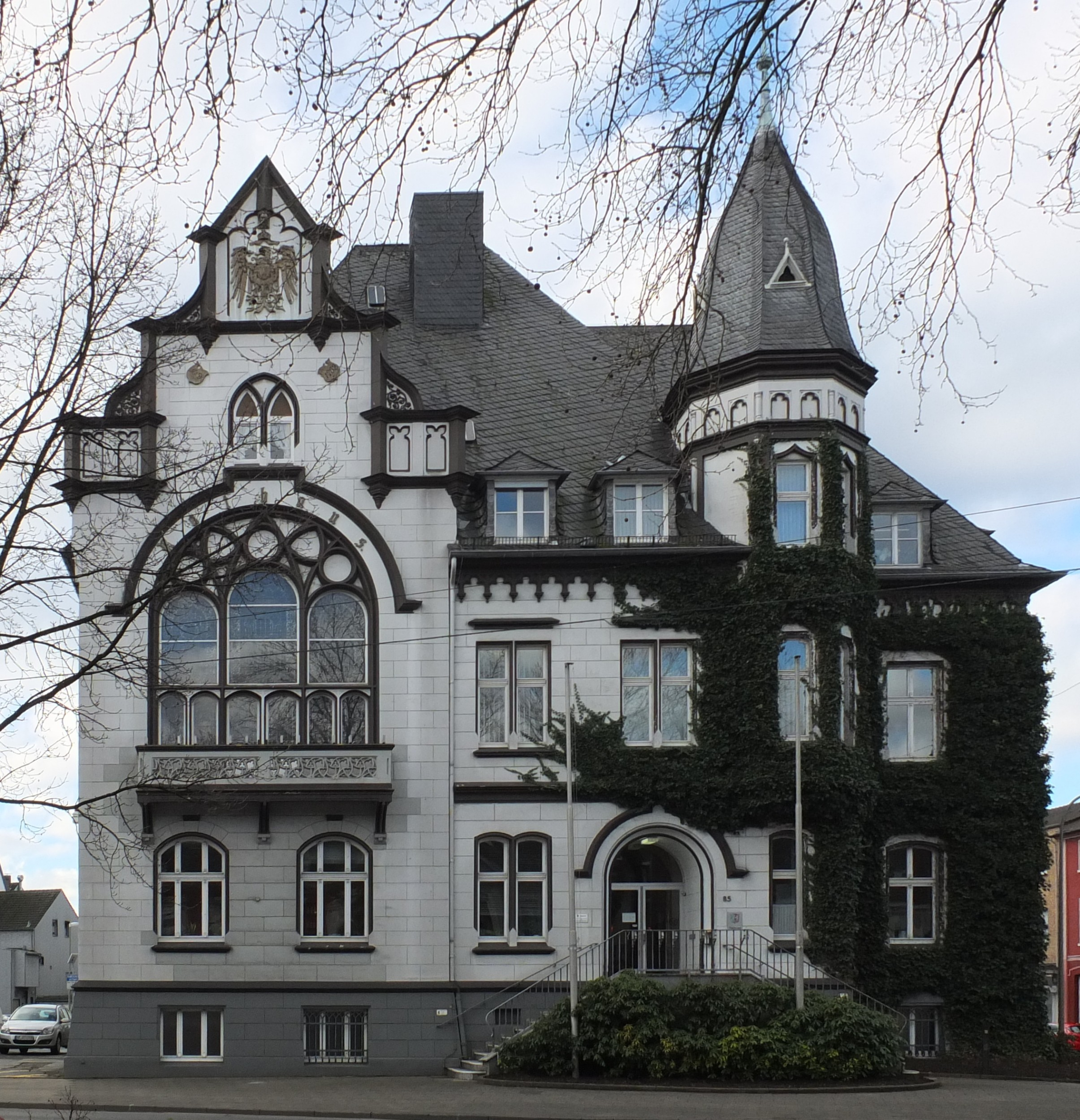
Ратуша
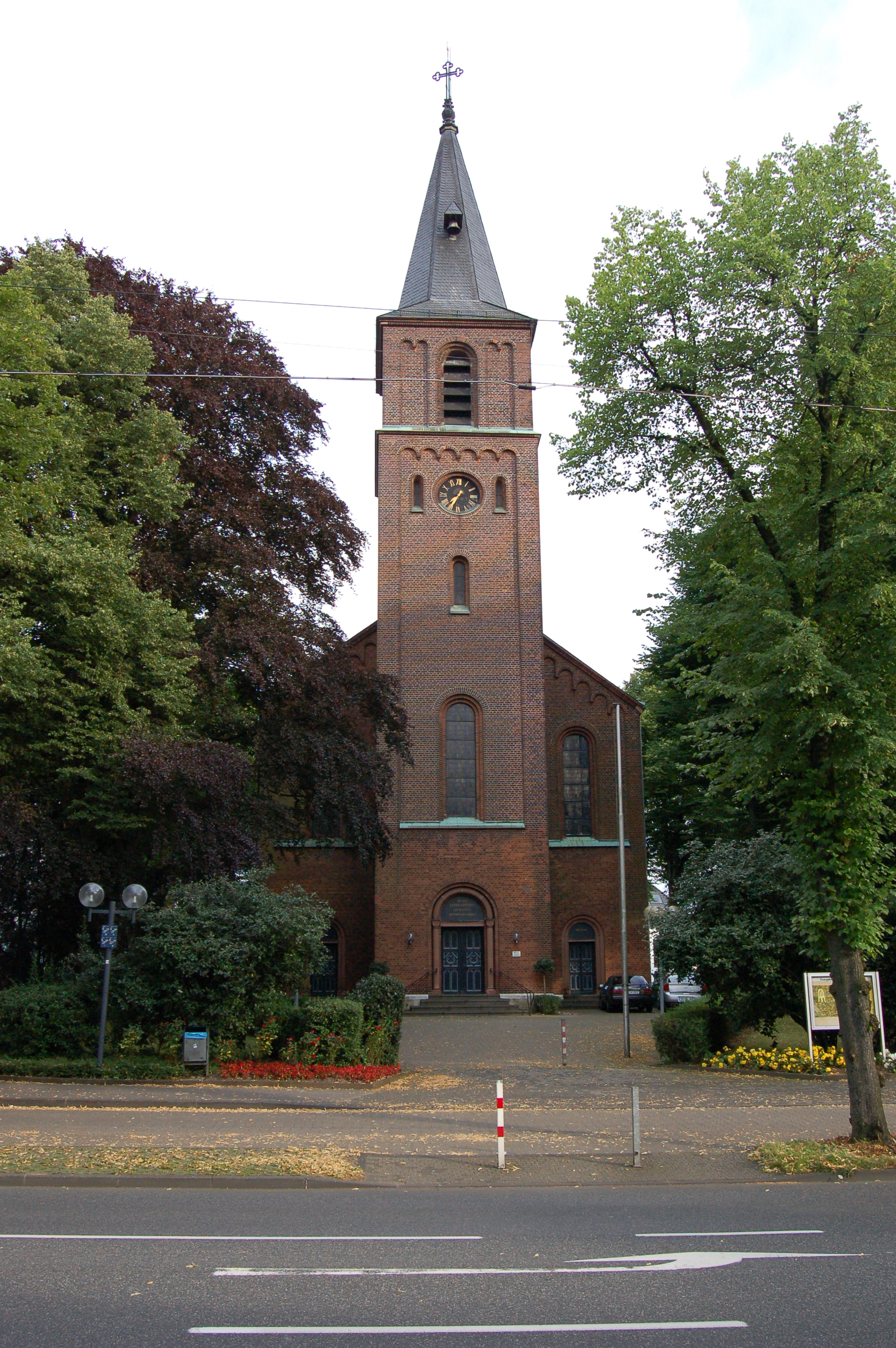
Протестантская церковь на Кайзер-штрассе
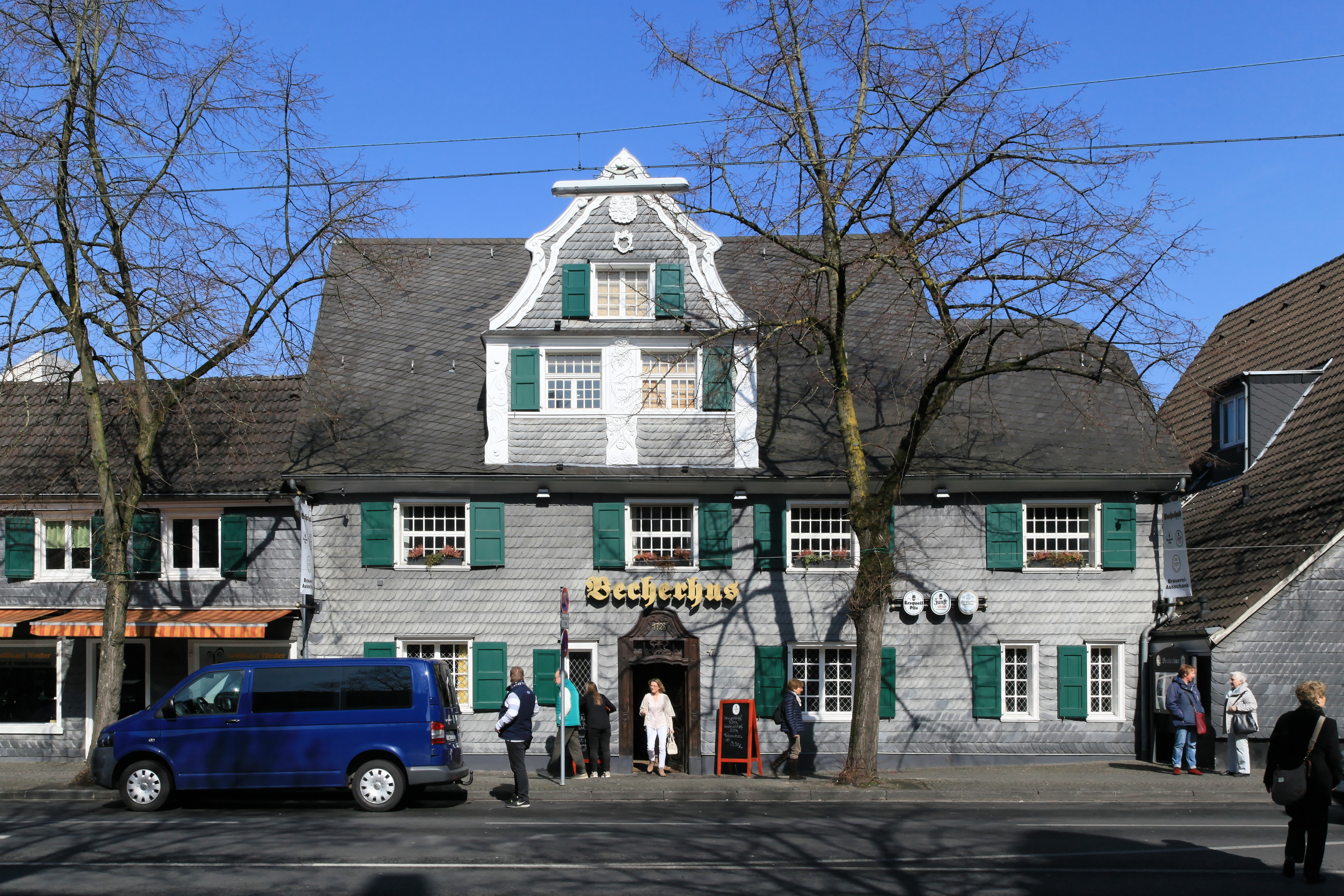
Бехерхус
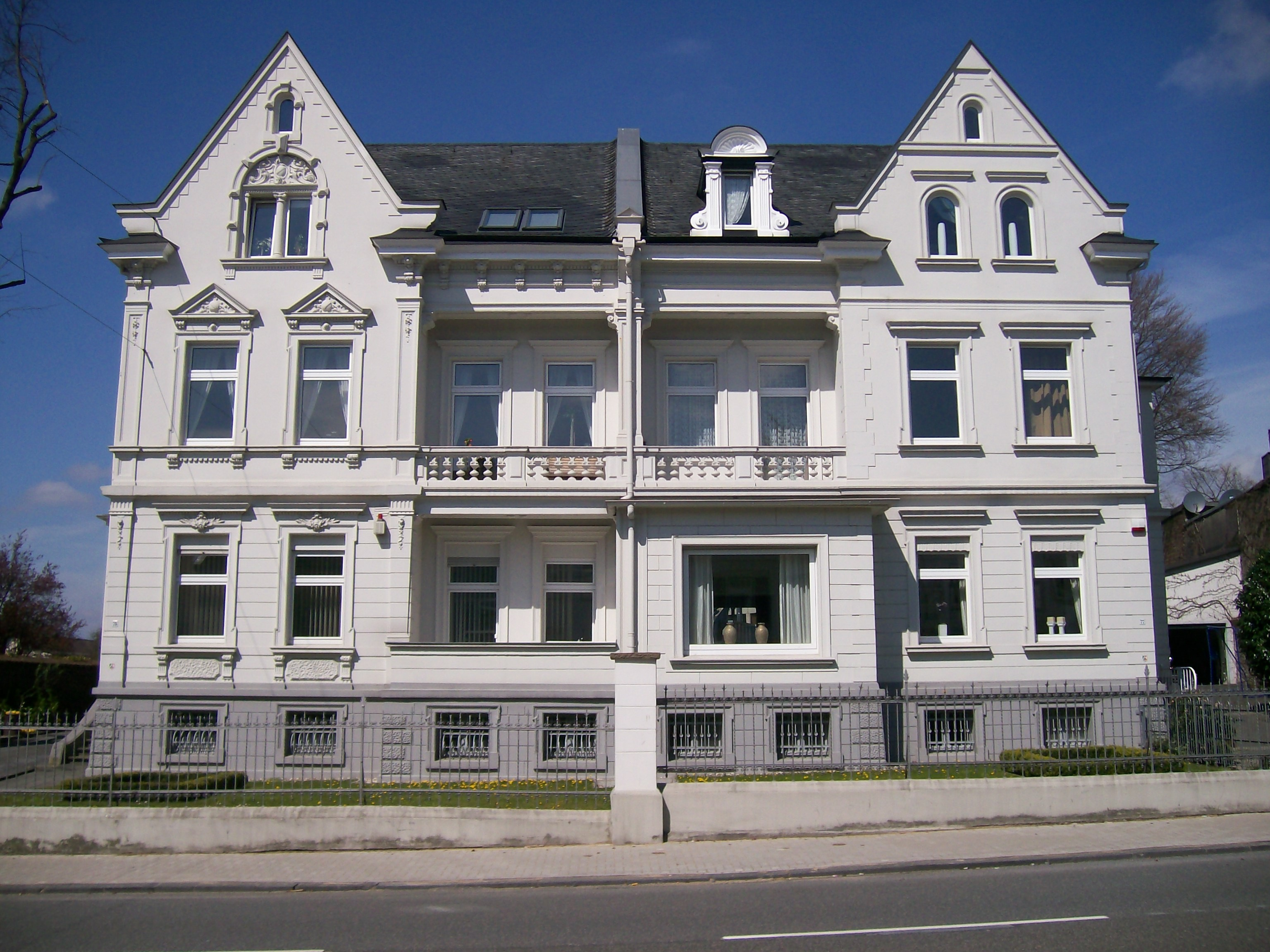
Вилла на Банхоф-штрассе
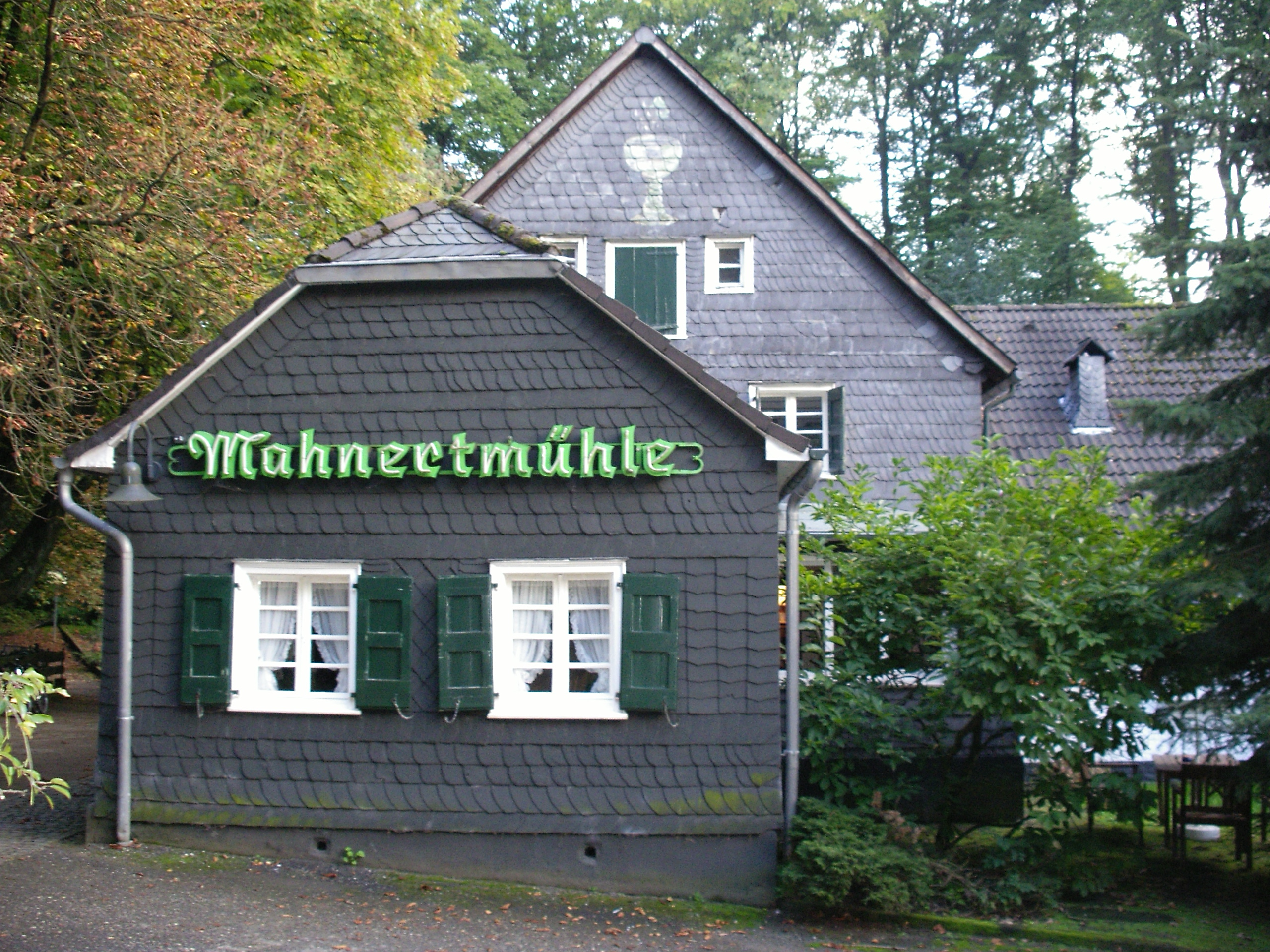
Манертмюле

## Города — побратимы
- Э (Франция) - с 1967 года.
- Берик-апон-Туид - с 1982 года.
- Бад-Лаухштедт - после объединения Германии.
- Добродзень (Польша) - c 2004 года.